# Thomas Bruha
Thomas Bruha (* 3. Juli 1945; † 14. Juli 2024) war ein deutscher Rechtswissenschaftler.

## Leben
Nach der Promotion 1979 (Die Definition der Aggression – Faktizität und Normativität des UN-Konsensbildungsprozesses der Jahre 1968 bis 1974. Zugleich ein Beitrag zur Strukturanalyse des Völkerrechts) in Gießen lehrte er von 1994 bis 2011 als Professor (C3) für Öffentliches Recht, Europarecht, Völkerrecht an der Universität Hamburg.
Seine Forschungsschwerpunkte waren europäisches Verfassungsrecht, Assoziierungsrecht der EU, UNO-Recht und europäisches und internationales Umweltrecht.

## Schriften (Auswahl)
- Die Definition der Aggression. Faktizität und Normativität des UN-Konsensbildungsprozesses der Jahre 1968 bis 1974. Zugleich ein Beitrag zur Strukturanalyse des Völkerrechts. Berlin 1980, ISBN 3-428-04769-9.
- als Herausgeber mit Joachim Jens Hesse und Carsten Nowak: Welche Verfassung für Europa? Erstes Interdisziplinäres „Schwarzkopf-Kolloquium“ zur Verfassungsdebatte in der Europäischen Union. Baden-Baden 2001, ISBN 3-7890-7189-7.
- als Herausgeber mit Hans-Joachim Koch: Integrierte Gewässerpolitik in Europa. Gewässerschutz, Wassernutzung, Lebensraumschutz. Baden-Baden 2001, ISBN 3-7890-7390-3.
- als Herausgeber mit Meinhard Hilf: Perspektiven für Europa. Verfassung und Binnenmarkt. Wissenschaftliches Kolloquium aus Anlass des 70. Geburtstags von Prof. Dr. Gert Nicolaysen am 11. Mai 2001 im Europa-Kolleg Hamburg. Baden-Baden 2002, ISBN 3-7890-8030-6.